# مات باتريسيا
مات باتريسيا (بالإنجليزية: Matt Patricia)‏ هو مدرب رياضي أمريكي، ولد في 13 سبتمبر 1974 في شيريل في الولايات المتحدة.